# Gnophos designata
Gnophos designata är en fjärilsart som beskrevs av Nitsche 1926. Gnophos designata ingår i släktet Gnophos och familjen mätare. Inga underarter finns listade i Catalogue of Life.